# Уркварт, Дэвид
Дэ́вид У́ркварт (англ. David Urquhart; 1 июля 1805, Хайленд — 16 мая 1877, Неаполь) — британский дипломат и писатель

.

## Юность и образование
Родившись в Кромарти (Шотландия), Уркварт обучался под надзором своей овдовевшей матери во Франции, Швейцарии и Испании. В 1821 году он вернулся в Британию и провёл свой свободный год до поступления в Колледж Сейнт-Джон (Кембридж), обучаясь фермерству и работая на Королевский Арсенал в Вулвиче. Он так и не получил классического образования, поскольку его мать разорилась.

## Роль в Греции и Турции
В 1827 году, во время Греческой революции, Уркварт присоединился к националистам. Будучи серьёзно раненным, он потратил следующие несколько лет на письма к британскому правительству, в которых всячески поддерживал греческую сторону. Подобное самовыдвижение повлекло за собой его назначение в 1831 году в состав миссии Стрэтфорда Каннинга в Константинополь для установления границы между Грецией и Турцией.
Основной задачей Уркварта было оказание всяческой поддержки Решид-паше, близкому советнику султана Махмуда II. Его всё более и более привлекала турецкая цивилизация и культура, и его всё более тревожила угроза российской интервенции в регион. Проведение Урквартом кампании, включавшей в себя публикацию «Турция и её ресурсы», в итоге завершилось его назначением в 1833 году в торговое представительство в регионе. Он вошёл в настолько доверительные отношения с правительством в Константинополе, что начал от имени султана открыто просить британской интервенции против Мухаммеда Али Египетского, что совершенно противоречило политике, проводимой Каннингом. Он был отозван Пальмерстоном сразу же после публикации яростно антироссийского памфлета «Англия, Франция, Россия и Турция» (англ. «England, France, Russia and Turkey»), который ввёл его в конфликт с Ричардом Кобденом.
В 1835 году он был назначен секретарём посольства в Константинополе, но неудачная попытка противодействовать российским намерениям в Черкесии, которая грозила привести к международному кризису, снова привела к его отзыву в 1837 году. Позиция Уркварта была агрессивно антироссийская и протурецкая настолько, что это создавало затруднения для британской политики. В 1830-е годы никакой антироссийской коалиции в Европе не существовало, ее еще предстояло создать. Британия могла оказаться в ситуации военного конфликта с Россией и притом в одиночестве. В итоге Уркварт был отозван из Турции, а конфликт с Россией был улажен мирными переговорами. В 1835 году, перед своим отъездом на Восток, он открыл периодическое издание под названием «Портфолио» (англ. Portfolio), в первом выпуске которого напечатал серию российских государственных документов, которые произвели сильное впечатление. В дальнейшем Уркварт публично обвинил главу британской внешней политики Пальмерстона в подкупе Россией. Такая точка зрения постоянно пропагандировалась в издаваемых им лондонских журналах. Издания Уркварта регулярно комментировал Карл Маркс, особенно высмеивая туркофильство дипломата. Лично сам Маркс в переписке с другом Энгельсом считал Уркварта «форменным маниаком» в его обвинениях Пальмерстону и поклонении туркам .

## Политическая карьера
Взгляды Уркварта были настолько антирусские и протурецкие, что это затрудняло политику самой Британии. Британия могла неожиданно оказаться в состоянии войны с Россией в одиночестве. Именно Уркварт явился организатором «дела Виксена». Такая его деятельность вызвала недовольство главы британского МИД Палмерстона и Уркварт был отозван из Турции. Это вызвало ответную враждебность Уркварта к Пальмерстону. C 1847 по 1852 год он был членом парламента от Стаффорда, где и продолжал свою энергичную кампанию против внешней политики лорда Пальмерстона, обвиняя его в подкупе Россией.
Действия Англии в Крымской войне вызвали возмущённые протесты со стороны Уркварта, который заявил, что Турция была в состоянии сражаться в своих собственных битвах без помощи со стороны других сил. Чтобы воздействовать на правительство, он организовывал «комитеты иностранных дел» (англ. «foreign affairs committees»), которые стали известны как урквартовские, а в 1855 году открыл издание «Свободная пресса» (англ. Free Press; в 1866 году переименовано в «Дипломатический обзор» — англ. Diplomatic Review), среди многочисленных подписчиков которого был социалист Карл Маркс. В данных изданиях постоянно пропагандировались взгляды о том, что британские политики подкуплены Россией и являются «продажными орудиями царской политики». Постоянно называлось имя главы британского МИД и впоследствии премьера-министра Пальмерстона. В 1860 году он опубликовал книгу о Ливане.

## Отставка и смерть
C 1864 года до самой его смерти здоровье Уркварта вынудило его проживать не в Англии, а на континенте (в Неаполе), где он посвятил всего себя продвижению изучения международного права.

## Женитьба и семья
Он женился на Гарриет Анджелине Фортескью, и у них было три сына, один из которых, Вильям (англ. William), умер в возрасте тринадцати месяцев, и две дочери. Она написала множество статей в «Дипломатический обзор» под псевдонимом Кари́тас (англ. Caritas).

## Продвижение турецких бань
Уркварт пропагандировал турецкие бани в Великобритании. Он отстаивал их использование в своей книге «Геркулесовы столбы» (англ. Pillars of Hercules, 1850), которая привлекла внимание ирландского врача Ричарда Бартера. Бартер ввёл их в свою систему гидротерапии в Блэрни (графство Корк). Турецкие бани на Джермин-стрит (Лондон) были построены под руководством Уркварта.